# John P. Hale
John P. Hale (Rochester, 1806. március 31. –‎ Dover, 1873. november 19.) amerikai politikus és ügyvéd New Hampshire-ből. 1843 és 1845 között az Egyesült Államok Képviselőházában, 1847 és 1853 között, majd 1855 és 1865 között az Egyesült Államok Szenátusában szolgált. Kongresszusi karrierjét demokrata politikusként kezdte, de segített létrehozni a rabszolgaságellenes Free Soil Party pártot, és végül csatlakozott a Republikánus Párthoz.
A New Hampshire-i Rochesterben született Hale a Bowdoin College elvégzése után ügyvédi irodát nyitott Doverben, New Hampshire-ben. Hale 1832-ben megnyerte a New Hampshire-i Képviselőház választásait, és Andrew Jackson és Martin Van Buren elnökök alatt New Hampshire állam ügyészeként szolgált. 1842-ben megnyerte a választásokat az Egyesült Államok Képviselőházába, de 1844-ben elutasították a párt jelölését, mert ellenezte Texas annektálását. Miután elvesztette képviselői helyét, folytatta a rabszolgaság elleni kampányát, és 1846-ban független demokrata jelöltként megnyerte a szenátusi választásokat. A szenátusban határozottan ellenezte a mexikói-amerikai háborút, és továbbra is a rabszolgaság ellen szólalt fel.
Hale segített létrehozni a rabszolgaságellenes Free Soil Pártot, és 1848-ban a párt elnöki jelöltségéért indult, de a 1848-as Free Soil Kongresszus helyette Van Buren volt elnököt jelölte. 1852-ben elnyerte a párt elnöki jelöltségét, és az általános választásokon a szavazatok 4,9%-át szerezte meg. A Kansas–Nebraska törvény elfogadása után Hale csatlakozott a kialakulóban lévő Republikánus Párthoz, és visszatért a szenátusba. 1865-ig töltötte be ezt a tisztséget, amikor Abraham Lincoln elnök kinevezte spanyolországi nagykövetnek. Ezt a tisztséget 1869 áprilisáig töltötte be, amikor visszahívták, és visszavonult a közéletből.